# Pengo (Computerspiel)
Pengo ist ein Arcade-Spiel der Firma Sega und erschien im Jahre 1982. Der Spieler übernimmt die Rolle von Pengo, einem roten Pinguin, der in der Antarktis lebt. Das Spiel findet in einem Labyrinth statt, welches aus Eisblöcken besteht und von „Schneebienen“ (original engl. Snow Bees) bewacht wird. Das Ziel des Spiels besteht darin, so lange wie möglich zu überleben, indem man in jeder Spielrunde versucht, alle „Schneebienen“ zu eliminieren.

## Spielbeschreibung
Der Spieler verfügt über einen Joystick und einen Feuerknopf. Wenn der Feuerknopf gedrückt wird, drückt Pengo einen Eisblock von sich nach vorne weg. Der Eisblock rutscht solange in diese Richtung bis entweder eine Wand oder ein anderer Eisblock getroffen wird. Dabei werden eventuell dazwischen vorhandenen Schneebienen getötet.
Neue Schneebienen werden in Eiern ausgebrütet, die sich in einigen Blöcken befinden.
Am Anfang jeden Levels blinken die Eisblöcke, die Eier der Schneebienen enthalten, kurz in der Farbe der Schneebienen des jeweiligen Levels.
Sobald eine Schneebiene eliminiert wurde, erscheint eine neue aus den oben erwähnten Eiern. Um dies zu verhindern, kann Pengo die Eisblöcke zerstören, in denen die Eier sind. Dies ist auch der effektivste Weg, die Schneebienen zu beseitigen.
Sobald genug Schneebienen getötet worden sind und es keine Eier im Level mehr gibt, startet ein neuer Level.
Es gibt zwei verschiedene Arten von Blöcken. Normale Blöcke zerfallen, wenn sie vorwärtsbewegt werden sollen, aber dahinter ein anderer Block oder eine Seitenwand ist; es ist aber möglich, so versteckte Eier zu eliminieren.
Diamantblöcke sind unzerstörbar; wenn sie jedoch in einer geraden Linie (horizontal oder vertikal) angeordnet sind, bekommt der Spieler 10.000 Bonuspunkte, und die Schneebienen sind für kurze Zeit gelähmt. Wenn mindestens ein Diamantblock eine Seitenwand berührt, gibt es nur 5000 Punkte. Auch wenn man die Diamantblöcke mehrmals im gleichen Level aneinander reiht, gibt es nur beim ersten Mal Bonuspunkte.
Schneebienen können auch unter Zuhilfenahme der seitlichen Wände zerstört werden. Wenn man eine Seitenwand drückt, wird eine Schneebiene, die sich ebenfalls neben der Wand befindet, für kurze Zeit gelähmt, und der Spieler kann die gelähmte Schneebiene durch Überrennen eliminieren.
Wenn man 60 Sekunden gespielt hat, ohne eine Schneebiene zu töten, schaltet sich ein sogenannter Sudden-Death-Modus ein. Befinden sich noch mindestens zwei Schneebienen in dem Level, werden diese schneller und aggressiver.
Hält sich nur noch eine verbleibende Schneebiene im Level auf, verschwindet diese, sobald sie eine der vier Ecken erreicht hat. Es gibt insgesamt nur 18 Level, die sich wiederholen.
Im Spiel wird als Hintergrundmusik das Stück Popcorn eingesetzt.

## Zwischensequenzen
Ähnlich wie in Pac-Man gibt es bei Pengo auch kurze Zwischensequenzen, die nach der Bonusverteilung bei einem geradzahligen Level erscheinen. Die Zwischensequenzen enthalten jeweils acht Pinguine, die verschiedene Dinge ausführen.
- In der ersten Zwischensequenz marschieren die Pinguine ein Stück.
- In der zweiten Zwischensequenz wackeln die Pinguine mit ihrem Hintern.
- In der dritten Zwischensequenz grüßt jeder Pinguin den Spieler.
- In der vierten Zwischensequenz drehen sich die Pinguine in Richtung des Spielers und machen Hampelmänner, sobald sie den Bildschirm verlassen.
- In der fünften Zwischensequenz sieht man Pengo am Klavier sitzen und die Hintergrundmusik spielen.
- In der sechsten Zwischensequenz tritt Pengo hinter dem Klavier vor und spielt mit dem Spieler „peek-a-boo“.

## Punkte
Die Punktzahl für zerstörte Schneebienen variiert je nach der Anzahl der getöteten Schneebienen:
- 400 für eine Schneebiene
- 1600 für zwei Schneebienen
- 3200 für drei Schneebienen
- 6400 für vier Schneebienen

Über eine gelähmte Schneebiene laufen: 100 Punkte.
Die Punktzahl für Diamantenblöcke:
- 10.000 Punkte, wenn die drei Diamantblöcke verbunden sind und keiner eine Wand berührt.
- 5000 Punkte, wenn die drei Diamantblöcke verbunden sind und mindestens einer eine Wand berührt.

Für Eisblöcke:
- 30 Punkte für einen zerstörten Eisblock.
- 500 Punkte für einen zerstörten Eisblock, in dem eine Ei versteckt ist.

Sobald der Level beendet wurde, gibt es je nach Dauer Bonuspunkte:
- 5000 Punkte unter 20 Sekunden
- 2000 Punkte zwischen 20 und 29 Sekunden
- 1000 Punkte zwischen 30 und 39 Sekunden
- 500 Punkte zwischen 40 und 49 Sekunden
- 10 Punkte zwischen 50 und 59 Sekunden
- 0 Punkte für eine Minute oder länger

Der Spieler erhält alle 30.000 Punkte ein Extraleben.

## Portierungen
Pengo wurde auf verschiedene Heimcomputer und Videospielkonsolen portiert, unter anderem für Game Gear, Commodore 64, Atari 2600 und Atari 5200. Ferner erschien ein erweitertes Remake für den Sega Mega Drive.
In der DDR erschien eine inoffizielle Portierung, die kommerziell für den KC 85 vertrieben wurde.

## Verschiedenes
- Pengo hat einen geheimen Auftritt in dem Spiel Up'n Down. Wenn man die ersten vier Runden jeweils innerhalb einer Minute löst, erscheint Pengo surfend in der fünften Runde.
- Es gibt nur 18 verschiedene Levels, die sich dann wiederholen.
- In der „Killer List of Videogames“ ist es das drittbeliebteste Spiel für weibliche Spieler.